# Heliga Kors kyrka
Heliga Kors kyrka är en kyrkobyggnad som tillhör Ronneby församling, Lunds stift. Den ligger i stadsdelen Bergslagen, hundra meter norr om torget i Ronneby.

## Kyrkobyggnaden
Kyrkan uppfördes under 1100-talet. Ett antal om- och tillbyggnader gjordes fram till slutet 1400-talet. Kyrkan skadades svårt under Nordiska sjuårskriget och den stora ekporten har hack som lär ha tillkommit under Ronneby blodbad 4 september 1564. Heliga Kors kyrka ligger i den äldsta bevarade stadsdelen Bergslagen. Bergslagen var den enda delen av staden som klarade sig undan den stora stadsbranden 1864.
Kyrkans äldsta delar är långhuset och halva korbyggnaden. Dessa delar härrör från den ursprungliga kyrkobyggnaden som var en romansk absidkyrka uppförd under 1100-talets slut. Det byggnadsmaterial som använts är kluven gråsten.
Under 1200-talets första hälft när Ronneby höll på att utvecklas till stad, uppfördes de båda korsarmarna i norr och söder av samma material, men med tegelomfattningar kring muröppningarna. Kyrkan fick en gotisk prägel under 1300-talet när valv slogs i hela kyrkan och koret förlängdes på bekostnad av absiden och blev raktslutande. Vid samma tid byggdes också sakristian.
Det kraftiga tornet i väster uppfördes i tegel under 1400-talets slut. Det är försett med strävpelare i de fyra hörnen och dekorerat med blindnischer. I tornet hänger tre klockor: Storklockan gjuten i Lübeck 1593, mellanklockan från 1675 och lillklockan 1667.(Storklockan och mellanklockan har omgjutits). Omkring 1500 tillkom de båda strävpelarna till stöd för murarna i södra korsarmen. Vapenhuset utanför långhusets gamla sydportal byggdes i slutet av 1700-talet.

## Interiör och inventarier
Interiören präglas av de vackra tegelvalven. Sju av de åtta valven är kryssvalv, undantaget är norra korsarmen som är försett med stjärnvalv. Den omfattande målningsskruden härrör från 1500-talets slut och 1600-talets början. Kyrkorummet är välfyllt med epitafier, ljuskronor och lampetter. Korets båda färgsprakande glasfönster har tillkommit 1955 och är utförda av Halmstadgruppens Erik Olsson. Temat är hämtat ur Psaltaren 84:e psalm. Denna psalm anknyter till Ronnebysonen, ärkebiskopen och psalmdiktaren Haqvin Spegel (född 1645) till i sv.psalmen 404 ”Så skön och ljuvlig är din boning Herre kär”.
Bland rikedomen av inventarierna kan nämnas:
- Dopfunten av brons tillverkad i Tyskland 1604.
- Triumfkrucifixet från 1500-talet, med evangelistsymboler i korsarmarna.
- Altaruppsatsen är ett praktfullt rikt ornamenterat renässansarbete som bär årtalet 1652. Den består av tre avdelningar: En större tavlan med motiv:Nattvardens instiftelse. Ovanför denna en relief av korsfästelsen flankerad av de fyra evangelisterna. Allra överst står den uppståndne Kristus med segerfana. Altaruppsatsen är en gåva till kyrkan från borgarna i Ronneby.
- Predikstolen från 1640 anses vara ett arbete av skånskt eller tyskt ursprung. I den rikt skulpterade korgens fält finns skulpturer av de fyra evangelisterna samt aposteln Paulus.

## Gravstenar
Följande personers gravstenar finns inuti kyrkan:
Första raden i kyrkan från vänster:
- Laurits Pedersön. Tillverkad av rödaktig kalksten. Inskrift: vnder hviler ärlige oc forneme laurits Pedersön rådmand oc siden b i runneby som den xv februari alders lxi år sampt hans hustro Maren Jochims dåter nno 58 76 år.
- Petrus Matson
- Svend Lauritsen/Magnus Ugla. Tillverkad av grå kalksten. Den har följande inskrift: HER LIGGER BEGRAF ERLIG INGERS SVEND LAURITS N.
- Johannes Hoflinus/Magnus Lychovius. Graven är tillverkad av grå kalksten.
- Henrich Tillverkad av rödaktig kalk. Av inskriften är följande bevarat: Sten til alig Henrich son och des ingar. Gravstenen är troligtvis ifrån 1600-talets andra hälft.

Andra raden i kyrkan från vänster:
- H/HS vapensköld. Tillverkad av rödaktig kalksten på 1600-talet.
- Okänd. Tillverkad av grå kalksten på 1600-talet.
- Klawes Gertsen.
- Okänd. Tillverkad av rödaktig kalksten. Den har följande inskrift: Sten Horer Personn Haga Ao 1704.
- Okänd. Tillverkad av rödaktig kalksten under 1600-talet. Inskriften återstår endast: deres dotter Dortid.
- Mathias Skou. Tillverkad av rödaktig kalksten. Av inskriften återstår endast: Mathias Skou 1696.
- Medeltida grav med bomärke.
- Elias Schlyter.
- Johannes Hoflin.
- Okänd. Tillverkad av rödaktig kalksten.

### Övriga
- Johannes Holebeke.
- okänd
- Jacob Swane
- Jacob Elers
- Matthias Qvinnessche
- Catharina Laurentia

- Abraham Blads gravsten. Tillverkad av grå kalksten och har följande inskrift: OM THE TRE MÄN SOM KOMMO TILL ABRAHAM I LUNDEN MAMRE. HERRE HAFWER JAGH FUNNIT NÅDH FÖR TIN ÖGON SÅ GACK ICKE FRAM OM TIN TIENARE: GEN: 18. C. HÄR UNDER HWIJLAR HANDELSMANNEN I CARLSCRONA SALIG Abraham Bladh BLEF DÖDH DEN ANNO 17: MED SIN KÖRA HUSTRU Cristina Bladh BLEF DÖDH DEN 28 SEPTEMBER ANNO 1717 MEDH SINA SMÅ BARN: DENNE STEEN OCH GRAF HÖRER ABRAHAM BLADH OCH HANS ARFWINGAR TILL Ao 1705.
- Anders Thörn

## Sakristian
- NT/KAD. Tillverkad av grå kalksten med rundlar i hörnen. Initialerna NT/KAD och årtalet 1674 är inristad i mitten av skölden.
- Margarete Hansdatter, Lavris Hanson, Niels Hanson och dess broder. Tillverkad av grå kalksten. Inskritionen: HER VNDER HVILER SALIGE MARGRETE HANS DATTER DÖDE 9 NOVEMB: AN. 1620 I SIT FEMTE ÅR O LAVRIS HANSON DÖDE 9 DECEMB AN. 1619 I SIT FEMTE ÅR NIELS HANSON OC HANS BRODER FÖDDIS IC DÖDE 14 IVN AN 1617.
- Catharina Laurentia.

### Epitafier

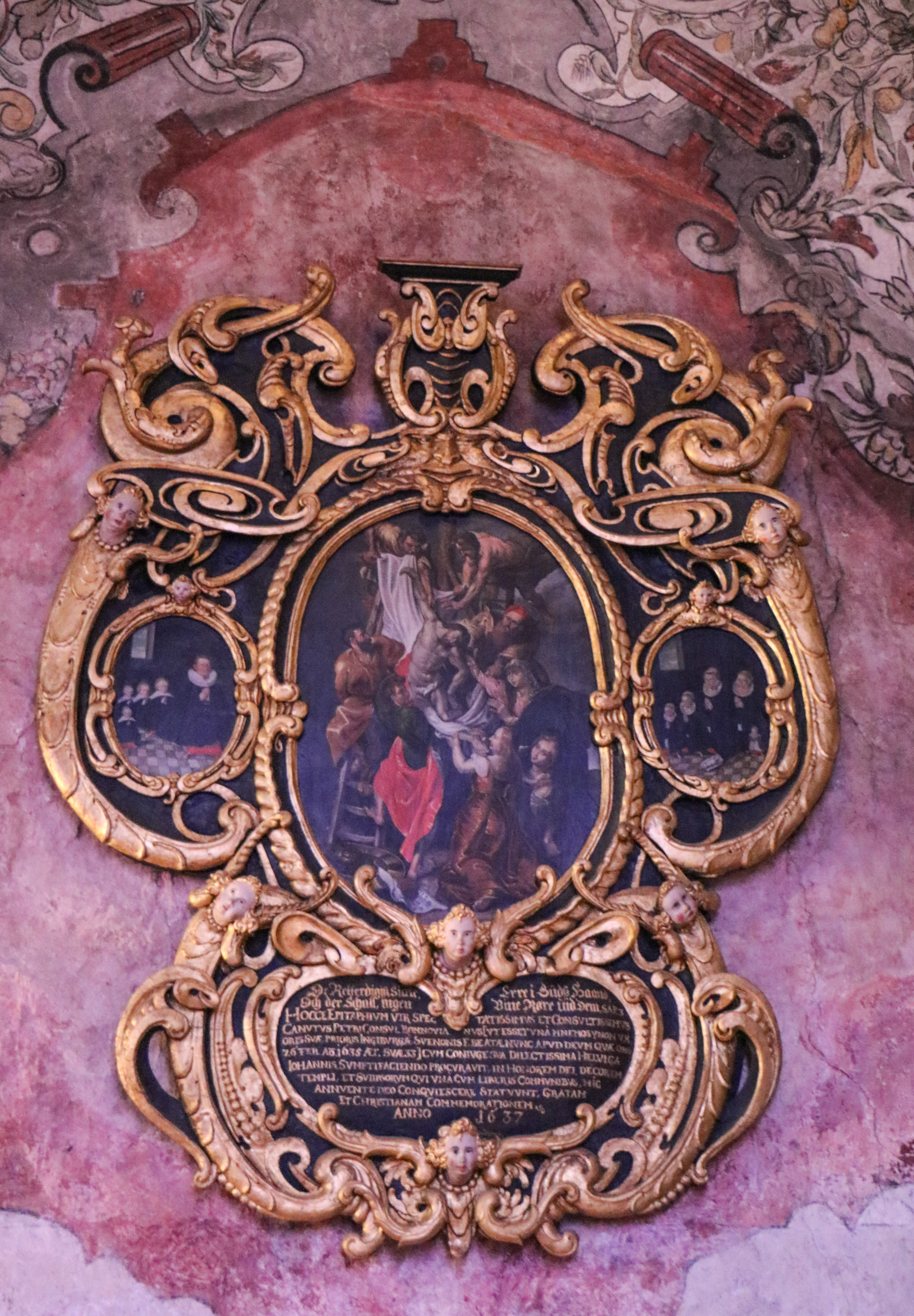
Epitafium över borgmästare Knut Petersson med familj 1637

- Epitafium från 1651 över lagman Caspar Petersson Schow är försett med gudsnamnet JHWH, dvs. tetragrammaton, i den runda solsymbolen.
- Epitafium 1636 över borgmästare Herman Schlüter med familj. Centralmotivet är Kristi gravläggning.
- Epitafium över borgmästaren Knut Petersson från år 1637. Den har följande inskritioner: DE RETFERIGISS SIÄLE ERRE I GUDSS HAAND OCH DER SCHALL INGEN PINE RÖRE VID DEM, SAP. 3. - HOCCE EPITAPHIVM VIR SPECTATISSMIMVS ET CONSULTISSIMVS CANVTVS PETRI CONSVL RONNOVIANVSVT SSET UNA MNEMOSYNON UX ORIS SVÄ PRIORIS INGIBVRGÄ SVENONIS F. BEATÄ NVNC APVD DEMV QVÄ OBIIT 26 FEB. Ao 1635 ÄT.SVÄ 33 CUM CONIVGE SVA DILECTISSIMA HELVIGA JOHANNIS, SVMTV FACIENDO PROCVRAVIT, IN HONOREM DEI, DECOREM TEMPLI, ET SVI OPSORVM QVI VNA CVM LIBERIS COMMVNIBVS, HIC ANNVENTE DEO CONQVIESCERE. STATVVNT, GRATAM ET CHRISTIANAM COMMEMORATIONEM. ANNO 1637. ZACH. MAUS. PINXIT. STRALSUNT.

Denna text betyder således: 
Detta epitafium ombesörjde och bekostade den högförträäfflige och rådkloke Knut Petersson, Ronneby borgmästare, för att det skulle vara ett minnesmärke åt hans första hustru Ingeborg Svensdotter, nu en lycklig dotter hos gu, vilken dog den 26 juli 1635 i sitt 33:e år, tilsammans med sin dygdädla hustru ( den andra) Helviga Johansdotter till guds ära, templet till prydnand och en tacksam och kristen erinran om de ac sina egna, som besluta sig för att, vill gud, här vila med sina gemensamma barn. År 1637. Zach. Maus, Straösund, ,ålade.
- Epitafium över Anna Lawensdotter Skoug från år 1726.
- Epitafium över Voltar Hindriksson från 1500-talet.
- Epitafium över Johan Kleinborg från år 1587. Den har följande inskriptioner: HVAD KIERLIGHED ER I DENNE SPEIL. KAND HER WEL SEE FORVDEN FEIL: FÖRST MOD DET FORTABTE FÅR. DEN FORLÅRNE SÖN OCH WENSKAB NÅR: DERNEST MARIA MAGDALENA SMAGER: SLIG KIERLIGHED SOM HVN BEHAGER. SÅ ER OC GVD MOD OSS TILL SINDE: AT WI HANS KIERLIGHED KAND FINDE. NÅR WI FOR SYNDEN AFF HIERTET GREDE STRAAX TAAR OSS HIMMELRIG TIL REDE.
- Epitafium över Christer Findorphius från år 1703.
- Epitafium över Claus Fibiger från år 1569.
- Epitafium över Harmen Wilke Karzman 1599.

## Tavlor
- 4 stycken tavlor av evangelisterna Johannes, Marcus, Matteus och Lukas, skänkt av biskop Knut Hahn som tidigare var kyrkoherde i Ronneby. Tavlorna har samma mått 106x75 cm.

## Orglar
Läktarorgel

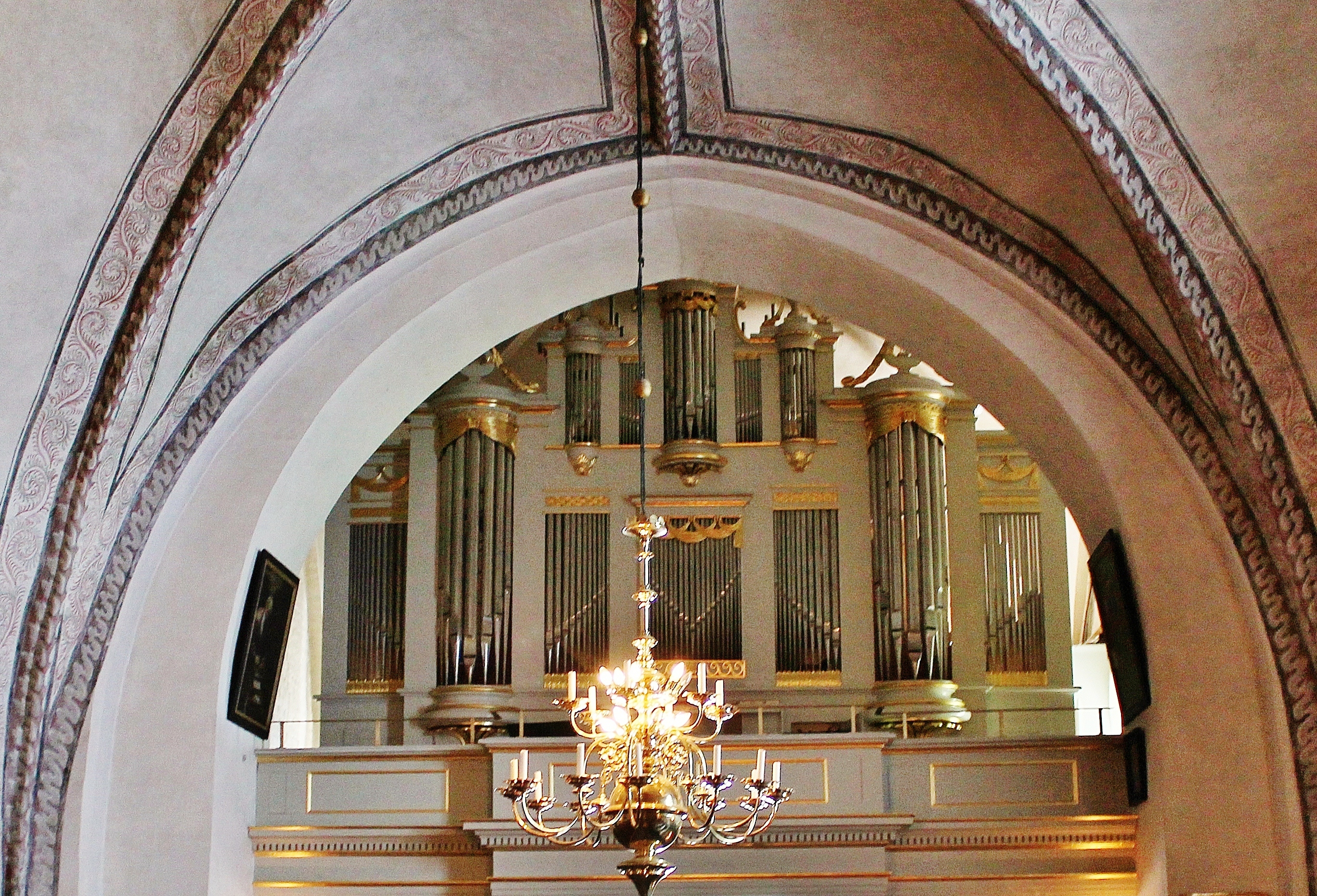
Orgeln med fasad från 1843

Den äldsta orgeln enligt en protokollsanteckningar från Ronneby rådhusrätt från 1636 handlar om ett instrument placerat i norra korsarmen. Eventuellt kan detta ha varit i bruk till 1843 då Andreas Åbergh i Hjortsberga byggde ett orgelverk med 
20 stämmor. Fasaden ritades av C.G.Blom Carlsson. Orgeln fick sin plats på den nuvarande läktaren. 1893 ersattes Jönssons orgel av en ny, tillverkad av Åkerman & Lund, Stockholm. Den hade följande disposition:
| Huvudverk I         | Svällverk II        | Pedal         | Koppel |
| Borduna 16´         | Basetthorn 8´       | Subbas 16´    | 1/P    |
| Principal 8´        | Rörfleut 8´         | Qvinta 12´    | 2/P    |
| Gamba 8´            | Salicional 8´       | Violoncell 8´ | 1/2    |
| Hohlfleut 8´        | Violin 8´           | Basun 16´     |        |
| Fleut Harmonique 8´ | Flûte octaviante 4´ |               |        |
| Oktava 4´           | Euphone 8´          |               |        |
| Oktava 2´           |                     |               |        |
| Cornett 3 chor      |                     |               |        |
| Trumpet 16´         |                     |               |        |
| Trumpet 8´          |                     |               |        |

År 1937 utökades fasaden och orgelhuset för att få plats med ett nytt verk med 38 stämmor från Mårtenssons orgelfabrik, Lund. Orgeln byggdes om av samma firma dels 1969 och dels 2010 och har nu 50 stämmor.
| Huvudverk 1 C-g3    | Öververk 2 C-g3 | Svällverk 3 C-g3        | Pedal C-f1      |
| Principal 16’       | Principal 8’    | Borduna 16’             | Principal 16’   |
| Gamba 8’ *          | Fugara 8’       | Flöjtprincipal 8’       | Subbas 16’      |
| Principal 8’ *      | Octava 4’       | Quintadena 8’           | Ekobas 16’      |
| Flûte harmonique 8’ | Gedackt 8’      | Salicional 8’           | Quinta 10 2⁄3’  |
| Octava 4’ *         | Nasat 2 2⁄3’    | Voix Celéste 8’         | Octava 8’       |
| Täckflöjt 4’        | Rörflöjt 4’     | Rörflöjt 8’             | Borduna 8’      |
| Octava 2’ *         | Ters 1 3⁄5’     | Flûte octaviante 4’     | Octava 4’       |
| Quinta 2 2⁄3        | Octava 2’       | Octava 4’               | Flöjt 2’        |
| Mixtur V-VI         | Kvintcymbel IV  | Mixtur IV               | Contrabasun 32’ |
| Cimbel II           | Dulcian 16’     | Waldflöjt 2’            | Mixtur IV       |
| Trumpet 16’         | Tremulant       | Fagott 16’              | Basun 16’       |
| Trumpet 8’ *        | Vox humana 8’   | Oboe 8’                 | Fagott 16’      |
| Tremulant           |                 | Clairon 4’              | Trumpet 8’      |
|                     |                 | Trompette harmonique 8’ | Clarin 4’       |
|                     |                 | Tremulant               |                 |

Kororgel
En kororgel byggdes med 8 stämmor byggdes 1986 till kyrkan av Mårtenssons orgelfabrik, Lund.

## Bildgalleri

### Exteriör

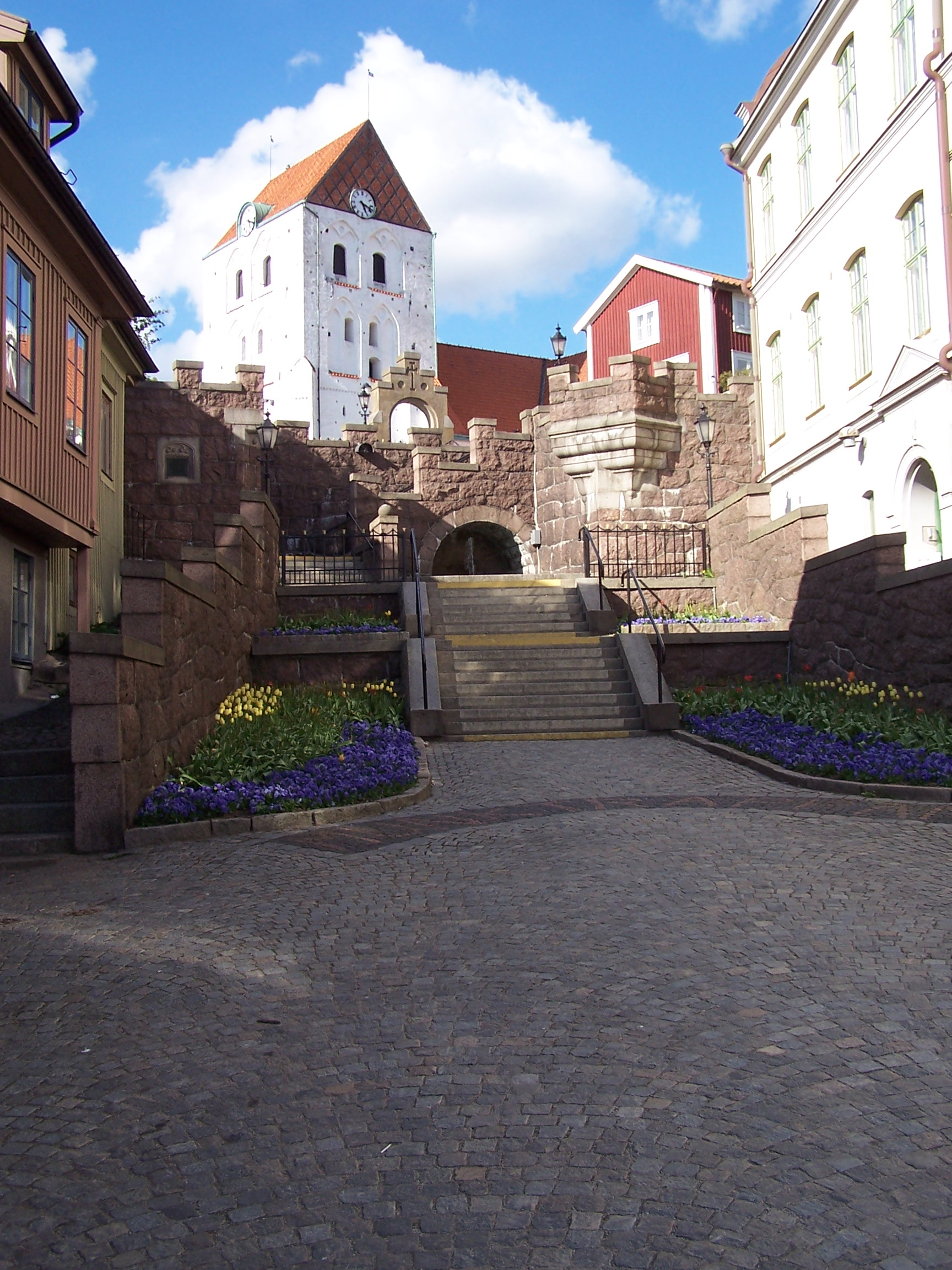
Kyrkan sedd från Munktrappan
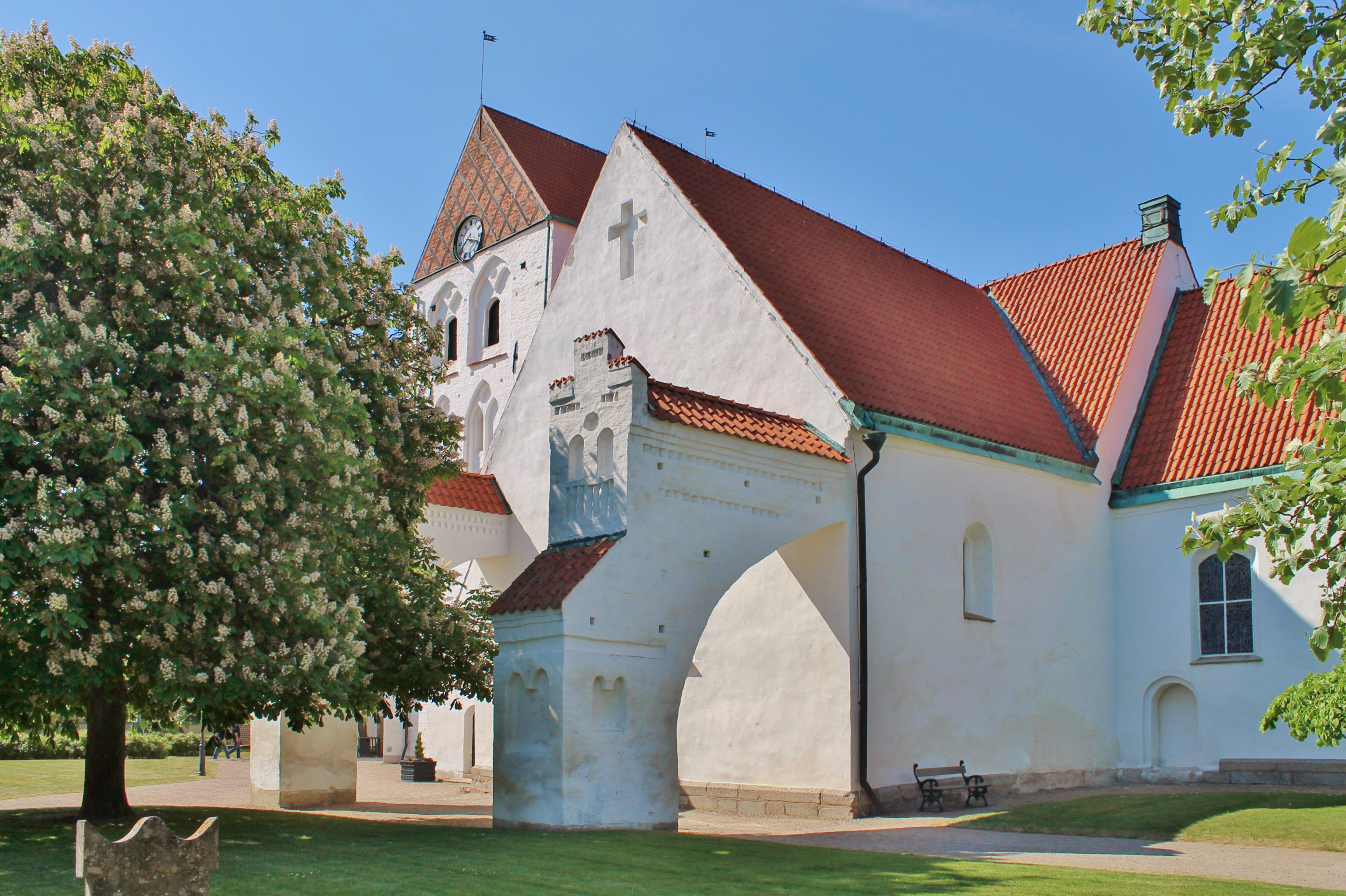
Strävpelare till stöd för murarna
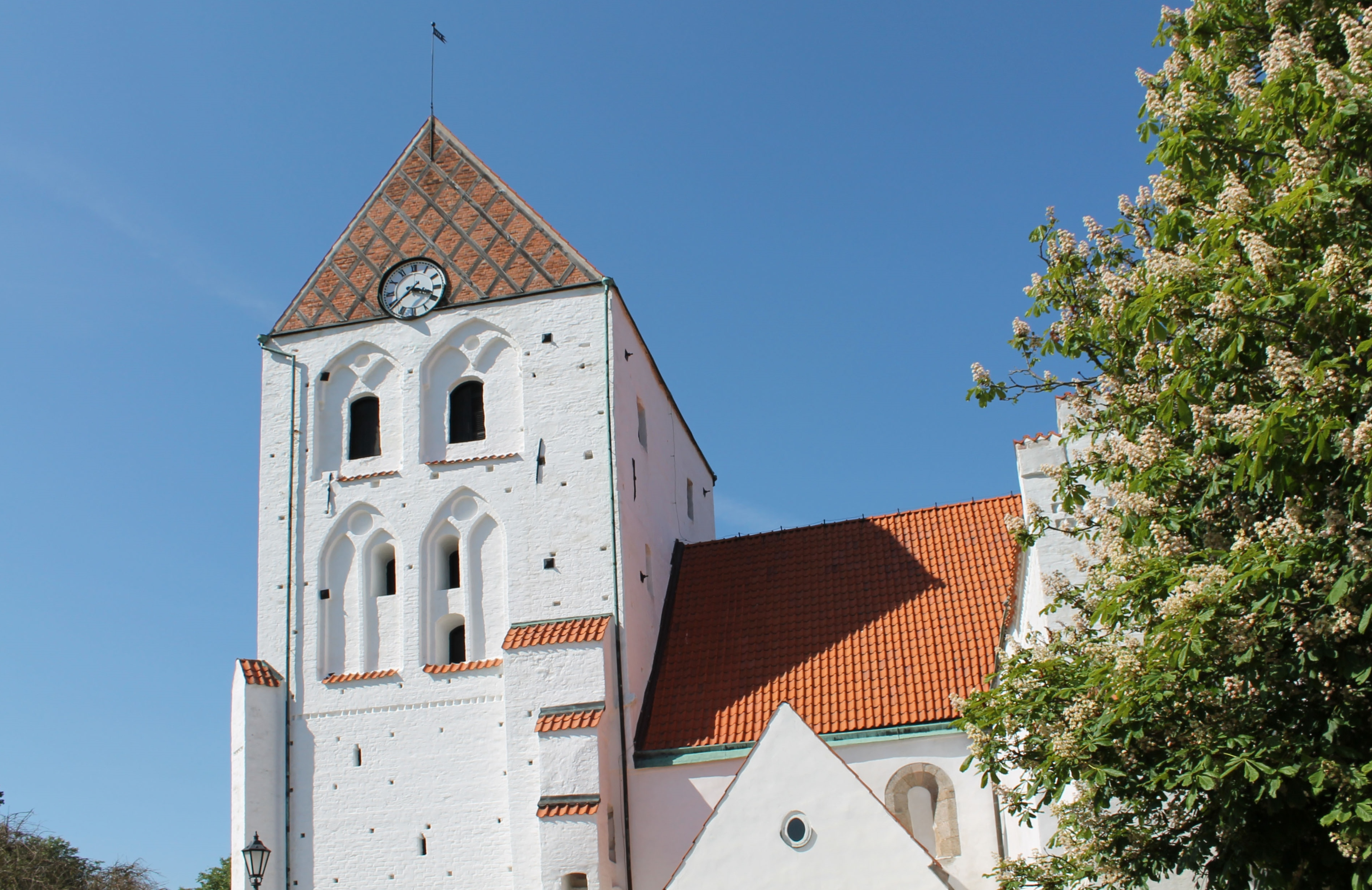
Tornet från 1400-t med nischer och stödpelare
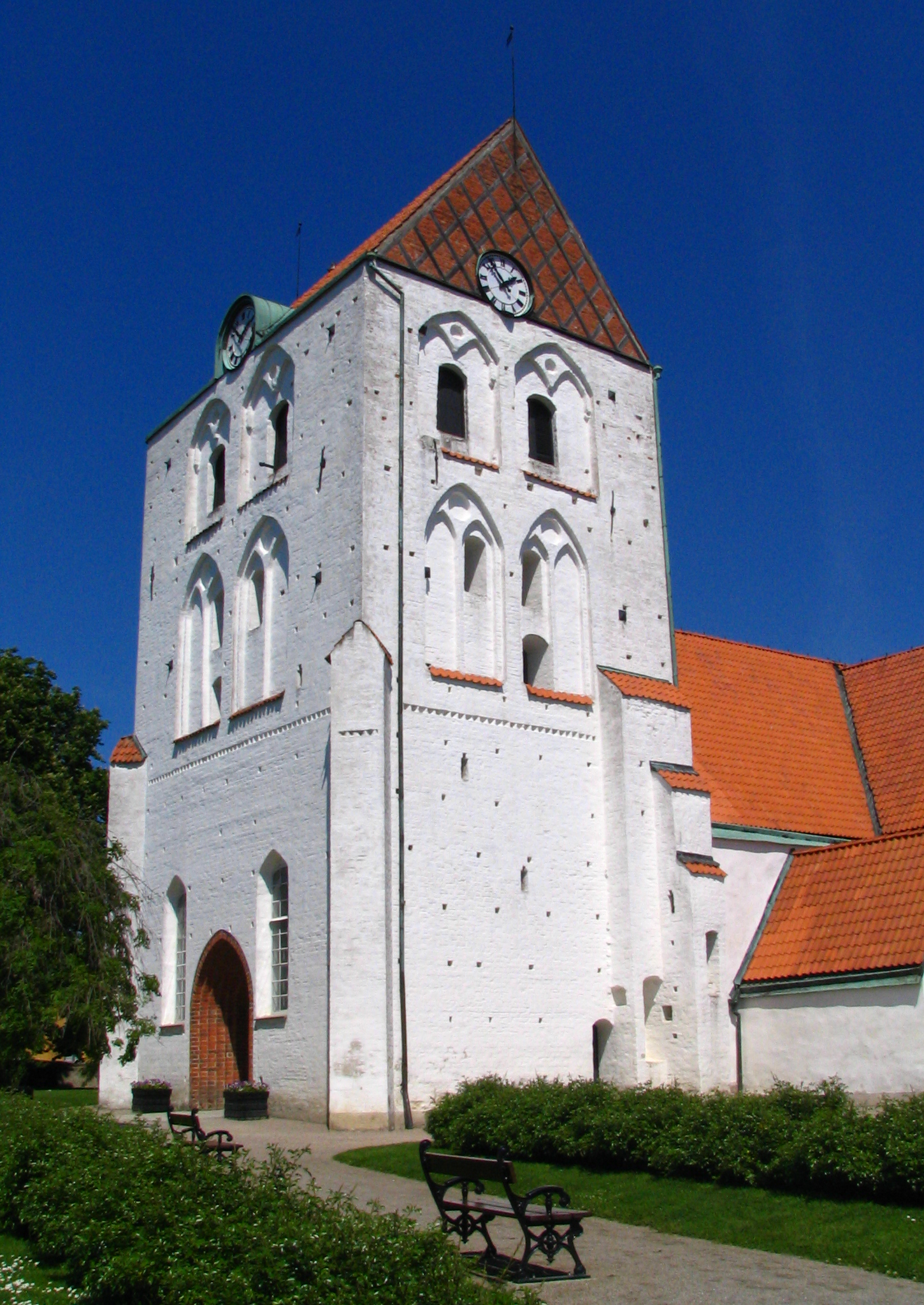
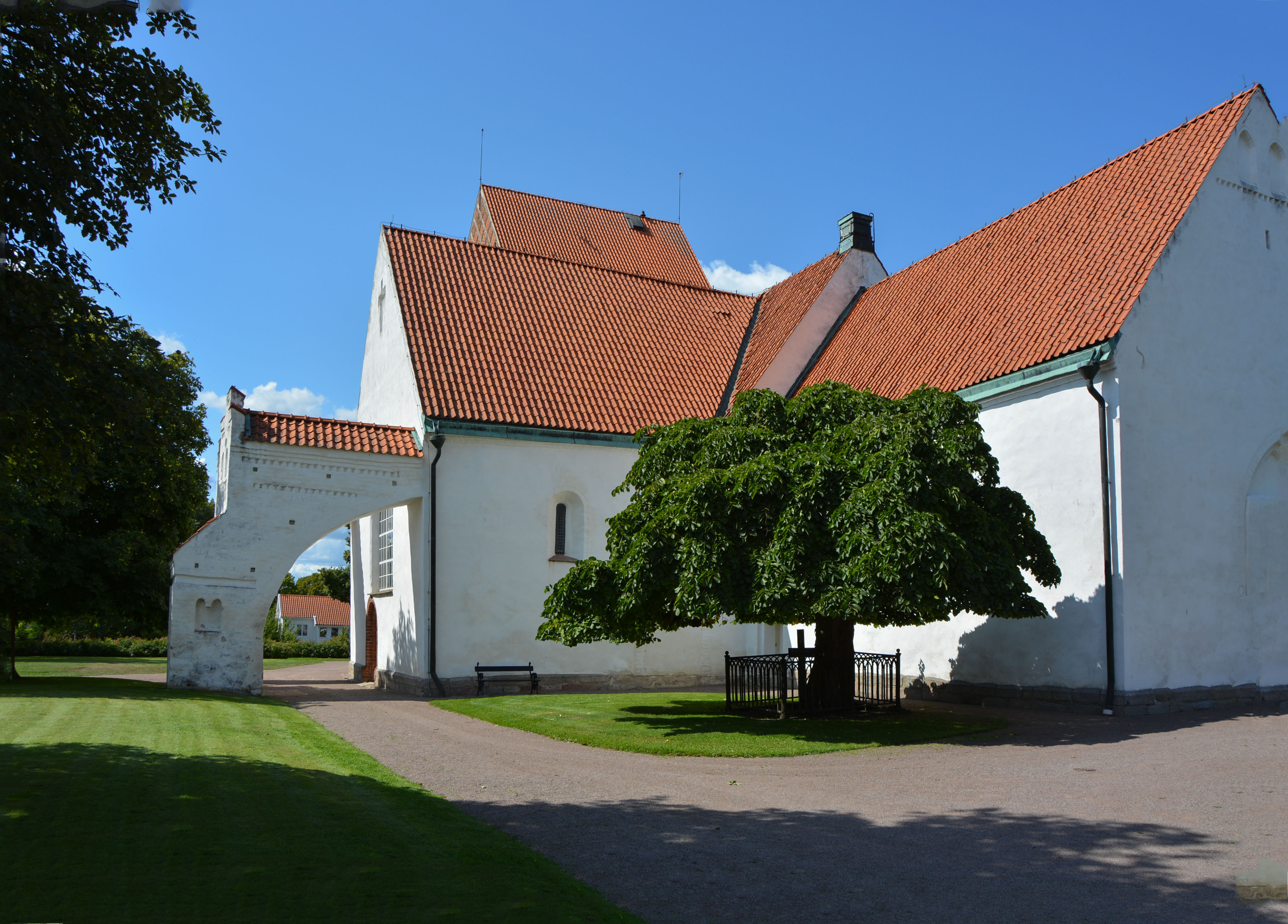
Kyrkan med det rakslutande koret i öster
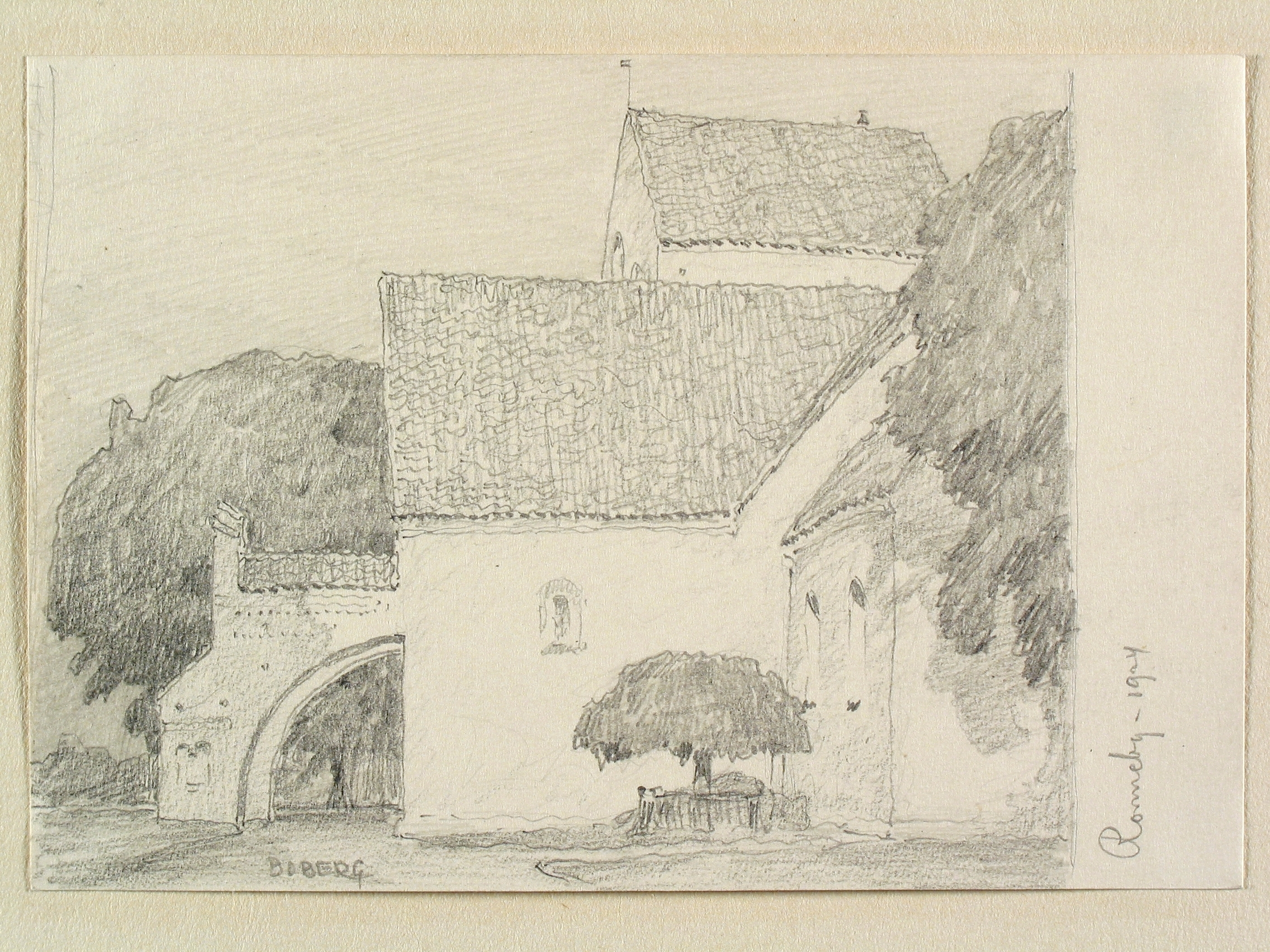
Heliga Kors kyrka tecknad av Ferdinand Boberg 1924.

### Interiör

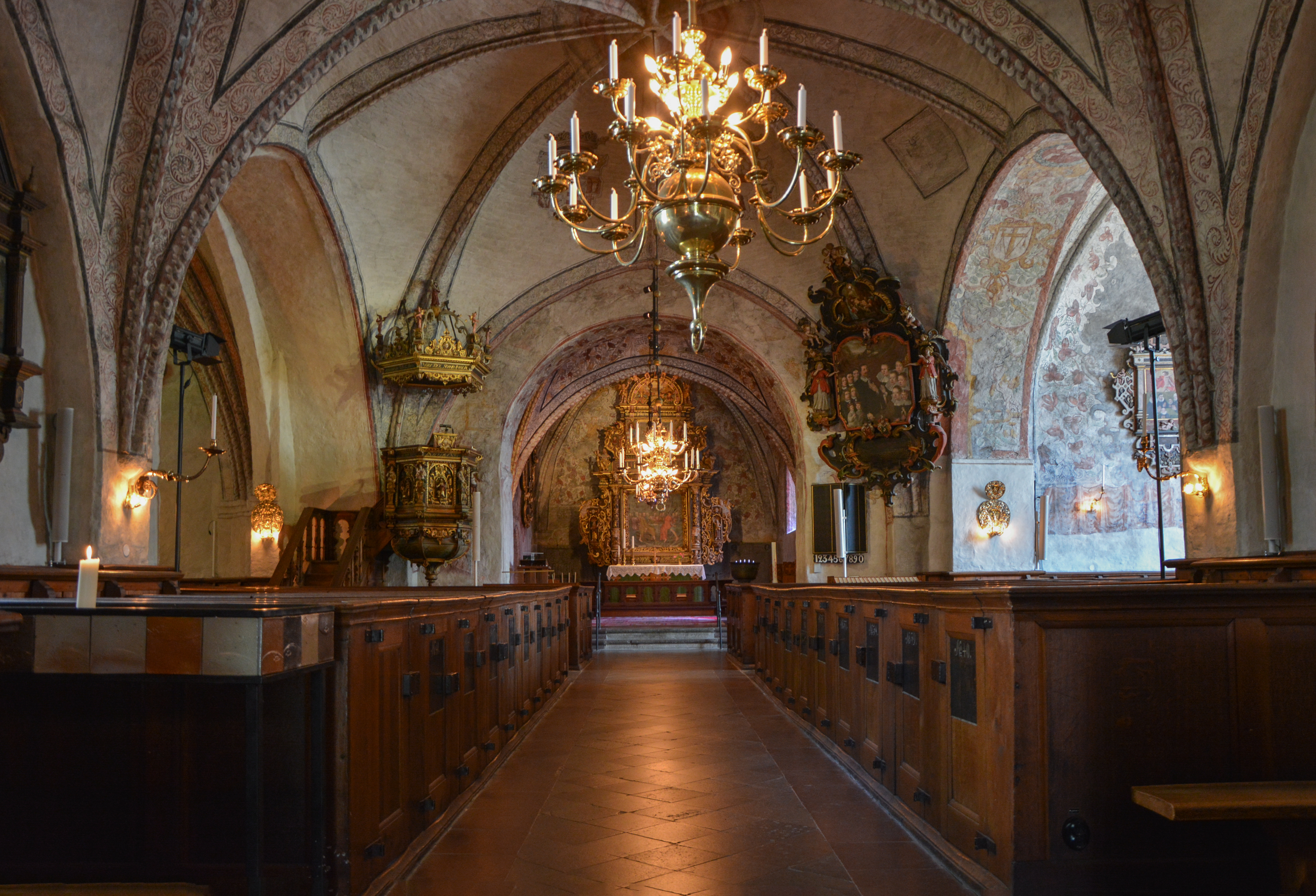
Interiör mot öster
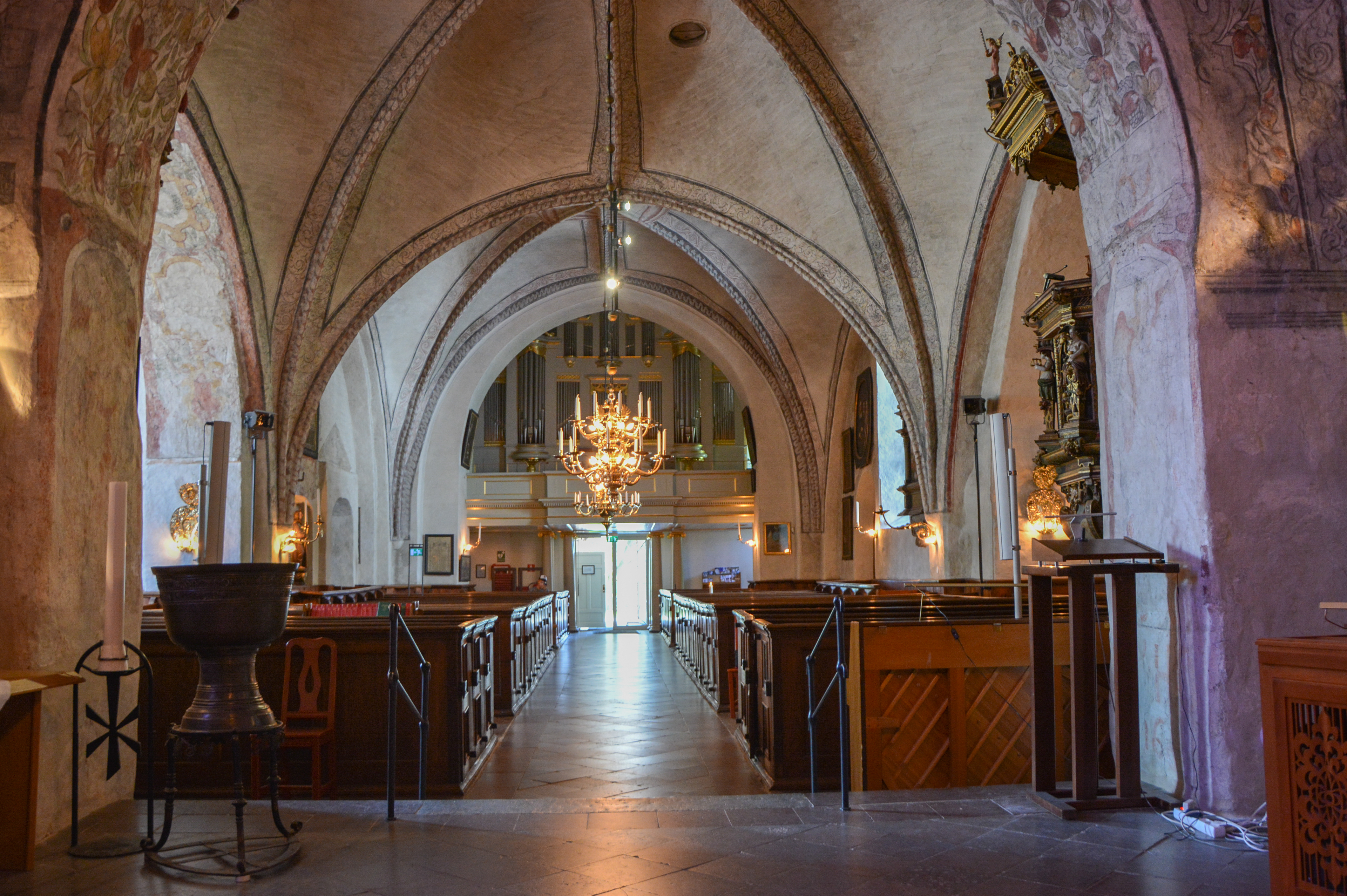
Kyrkorummet mot väster med valven från 1300-talet
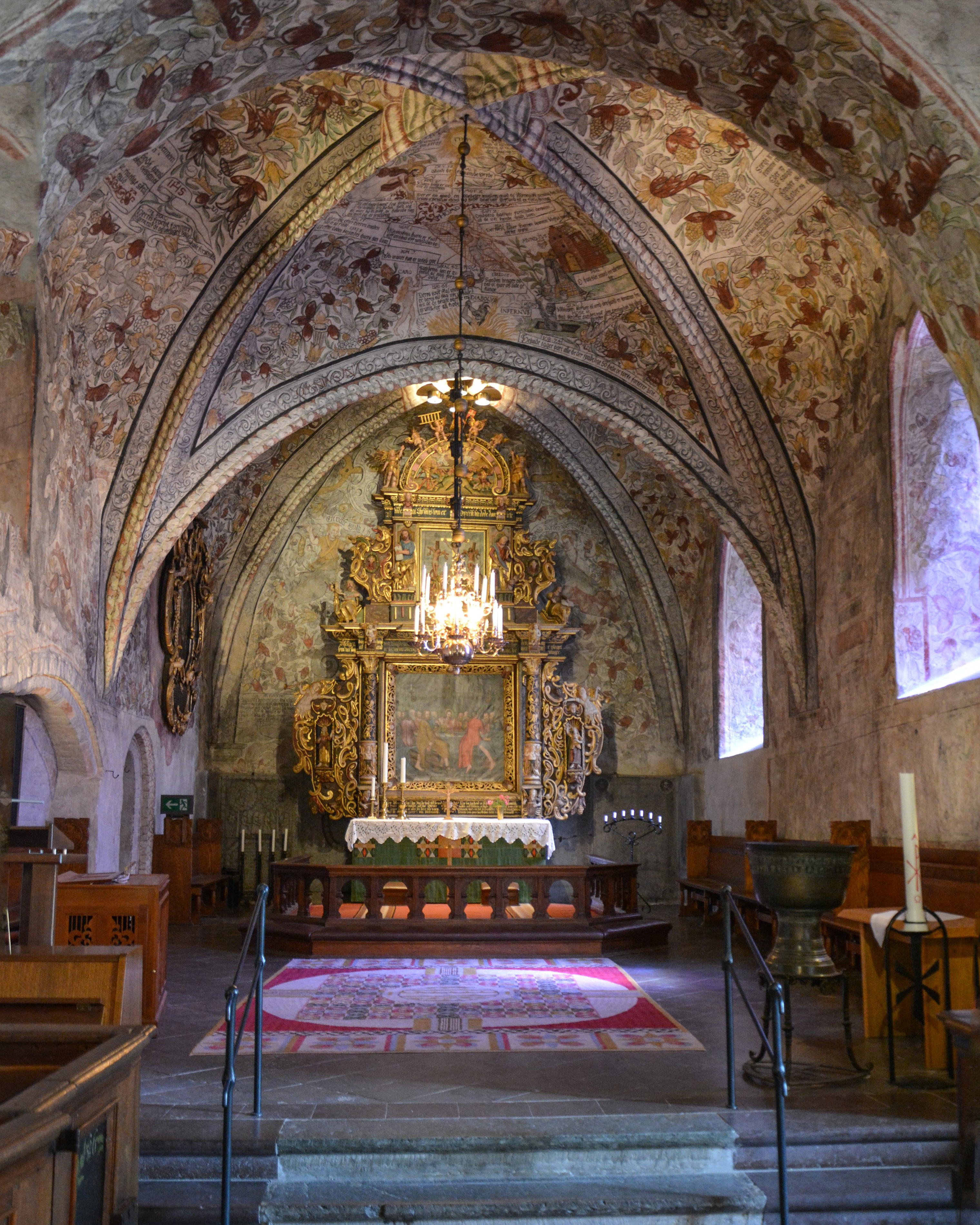
Koret
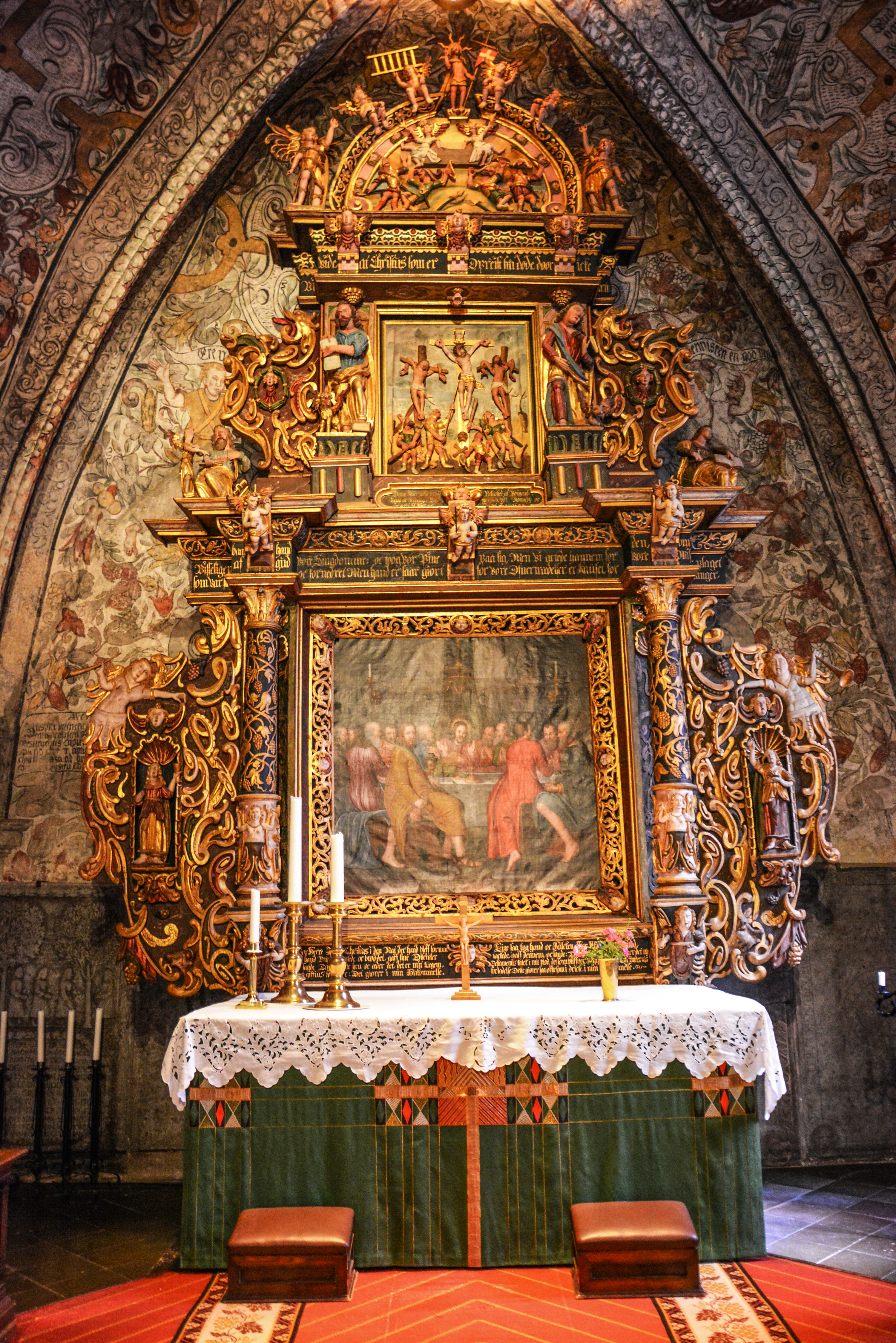
Altaruppsatsen
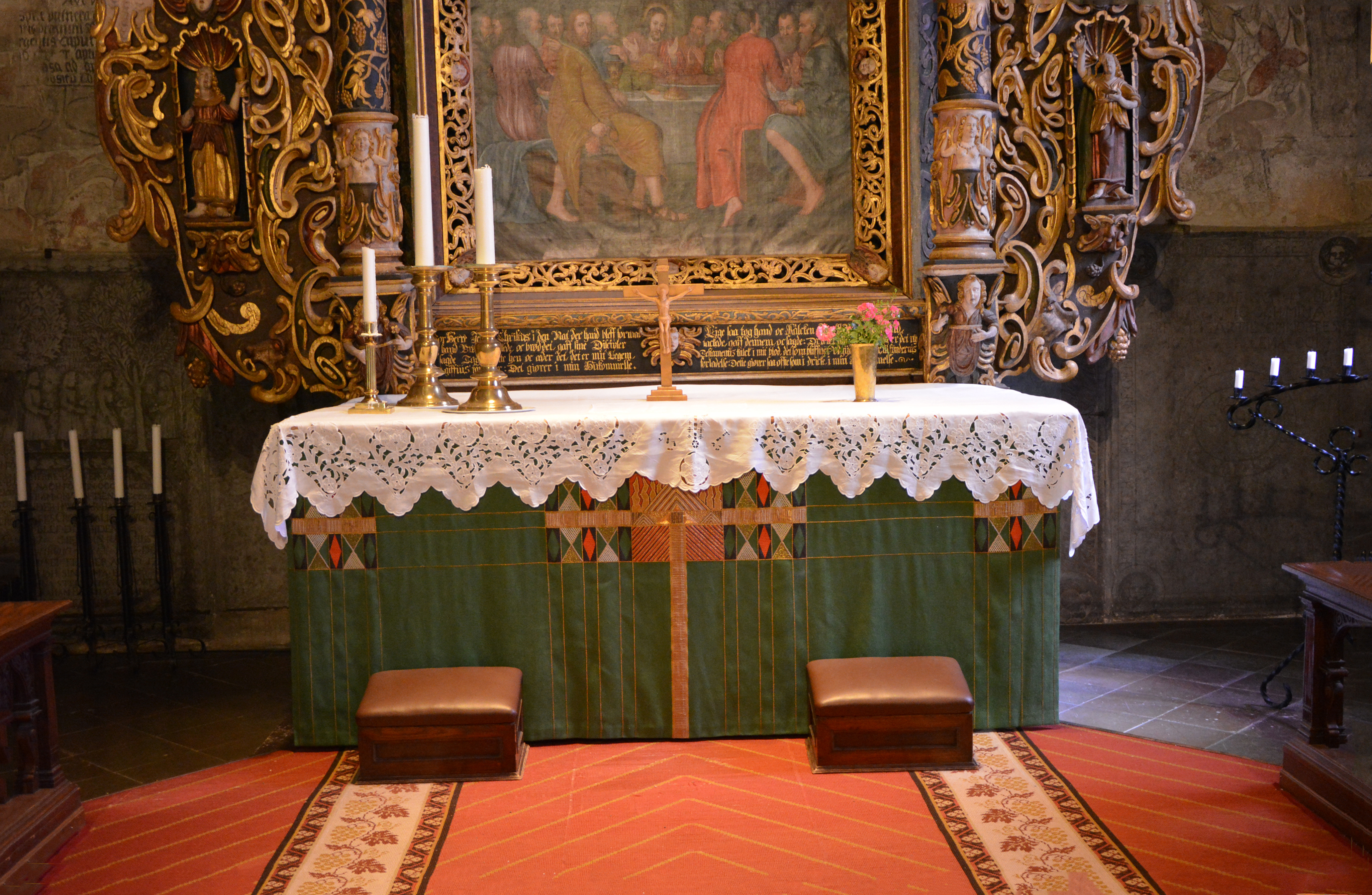
Altaret
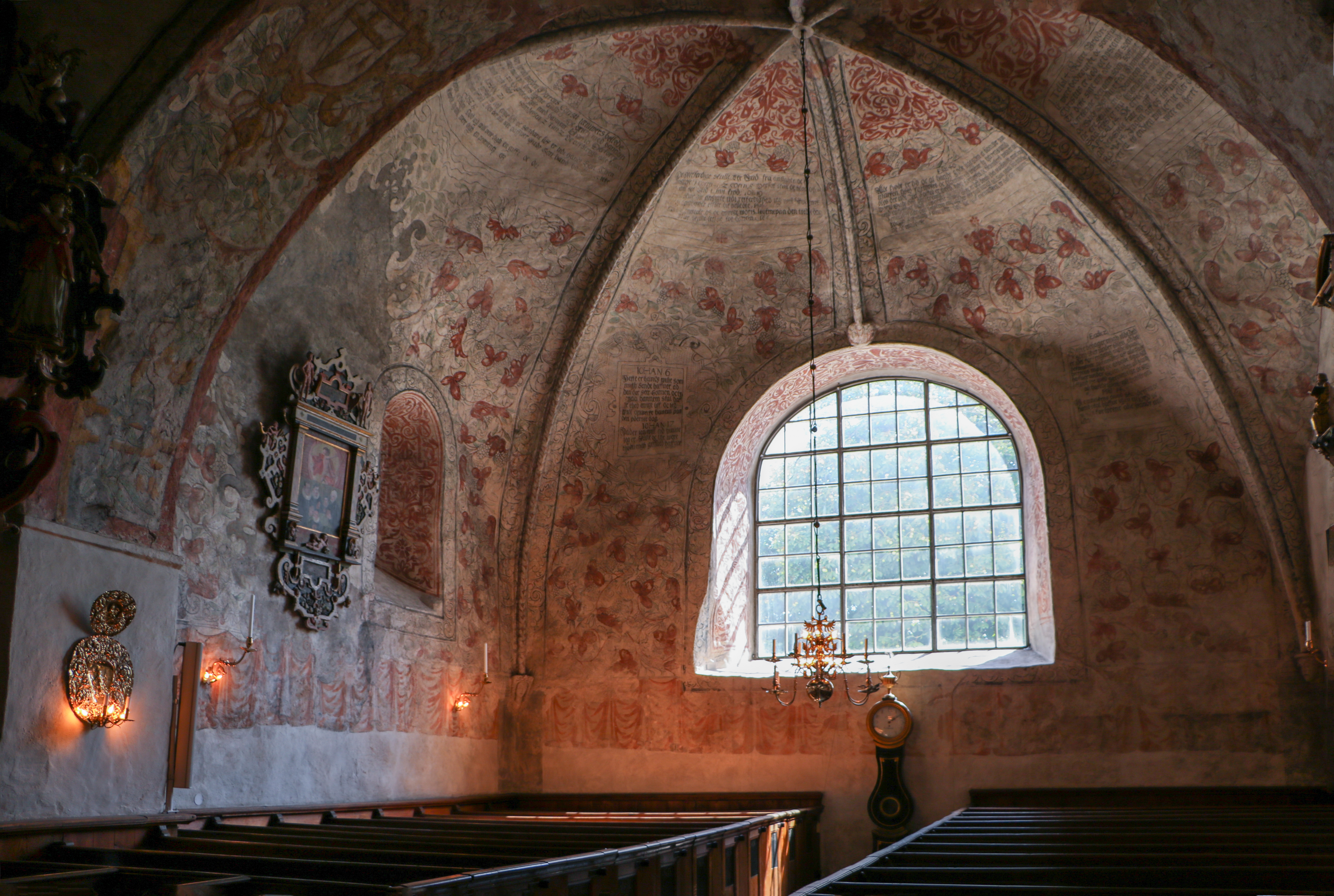
Södra korsarmen
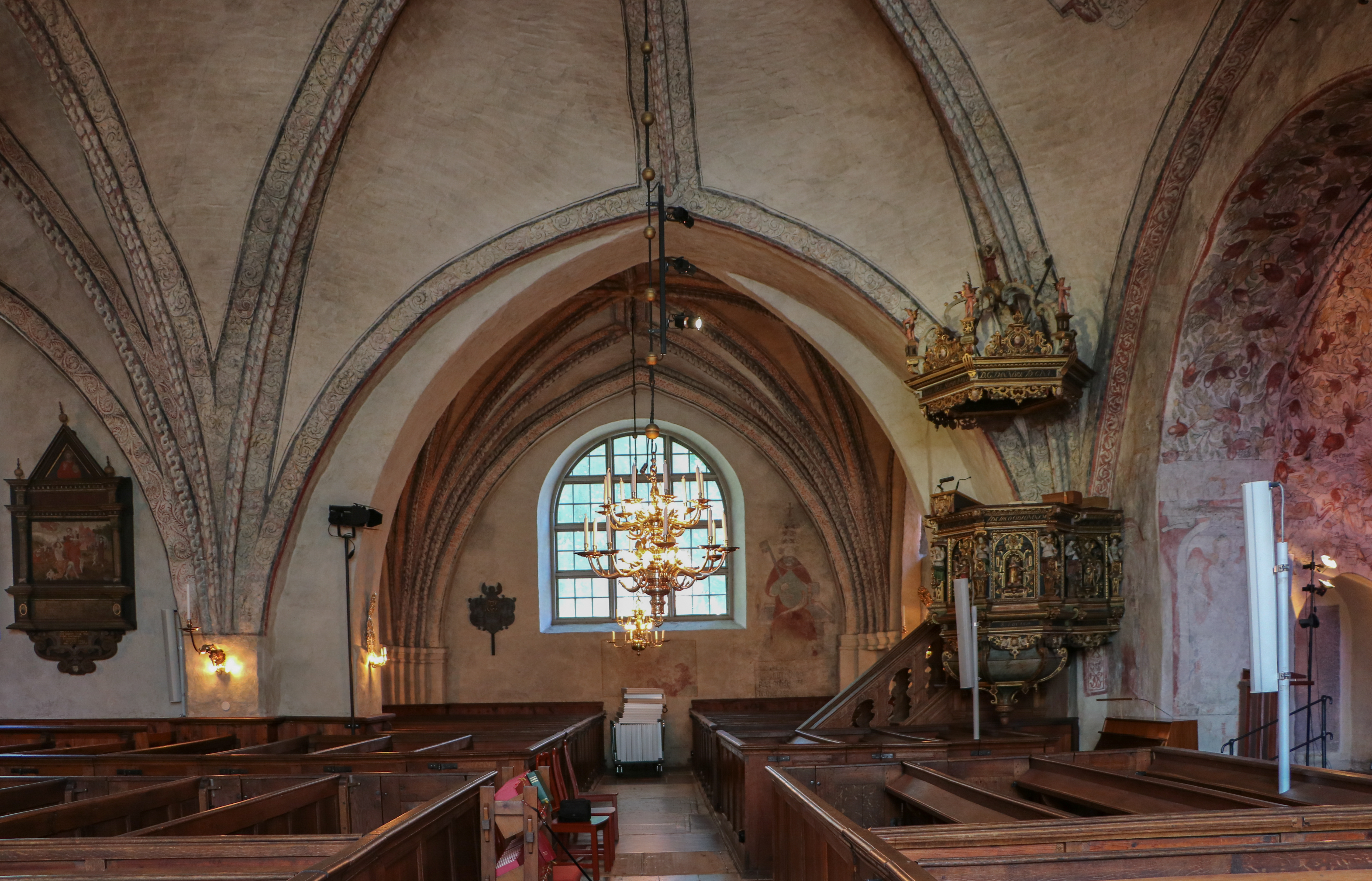
Kyrkorummet med norra korsarmen
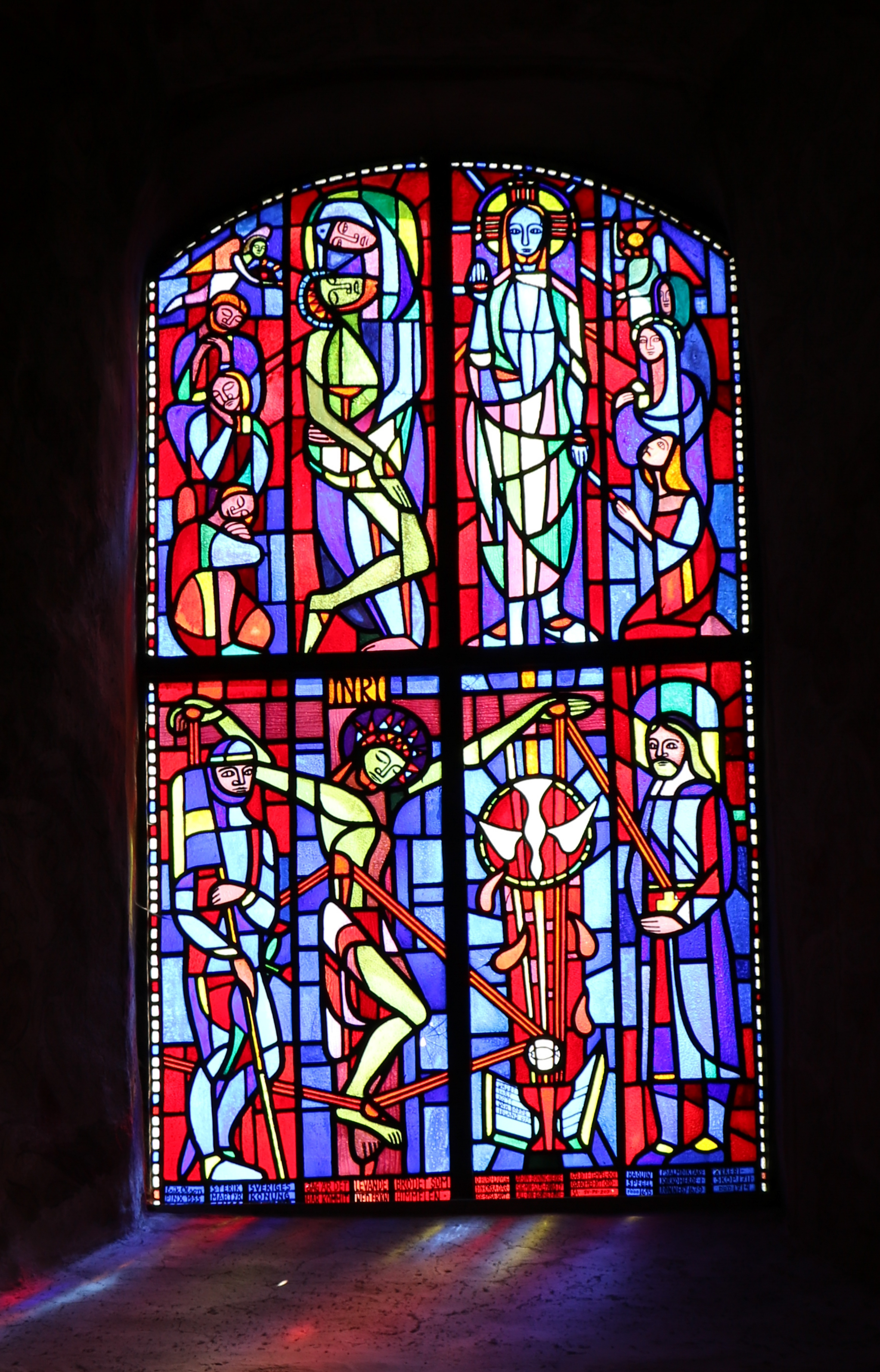
Korfönster utförd av Erik Olsson 1955
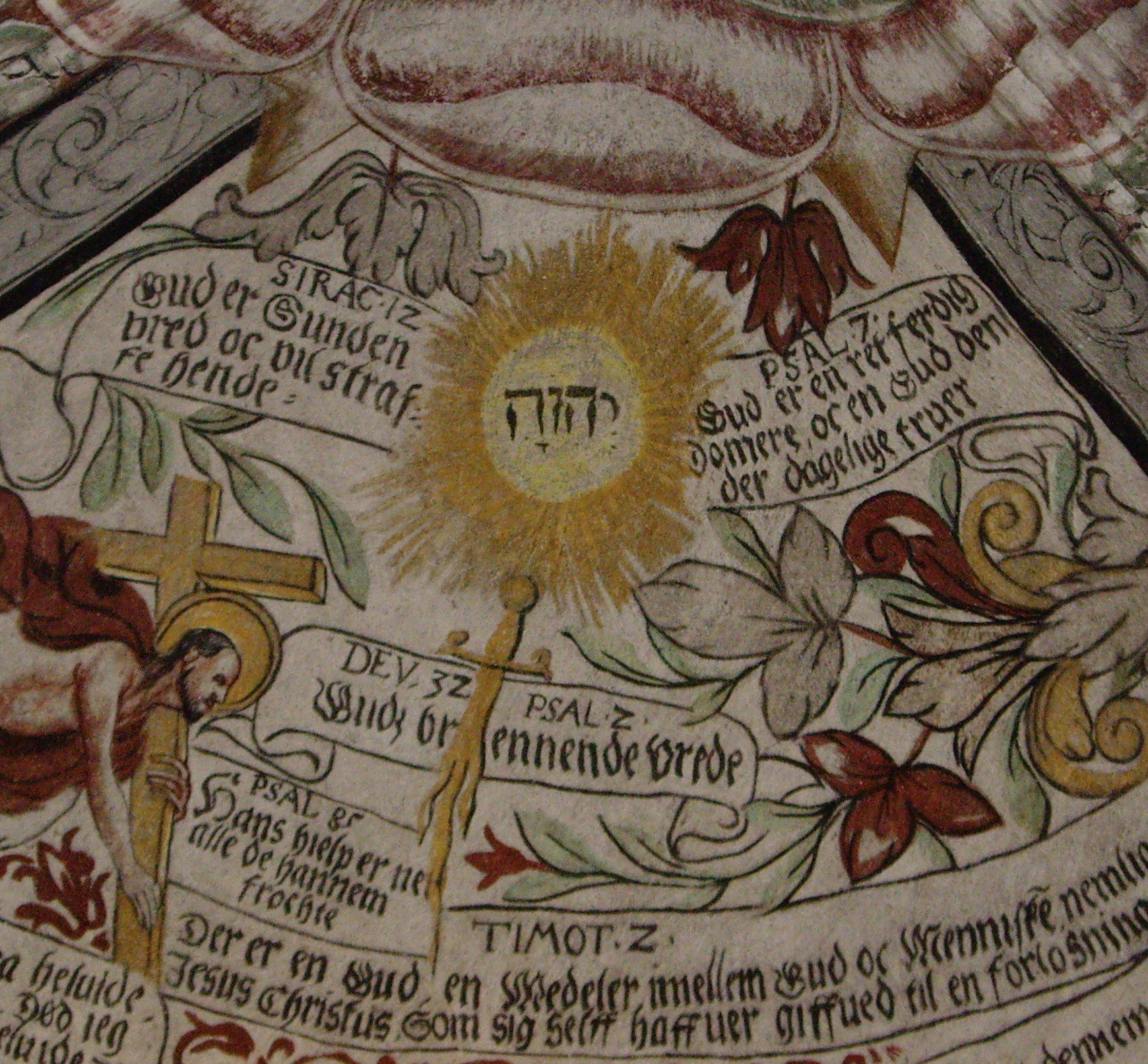
Takmålning med bibelspråk och Jahvesol
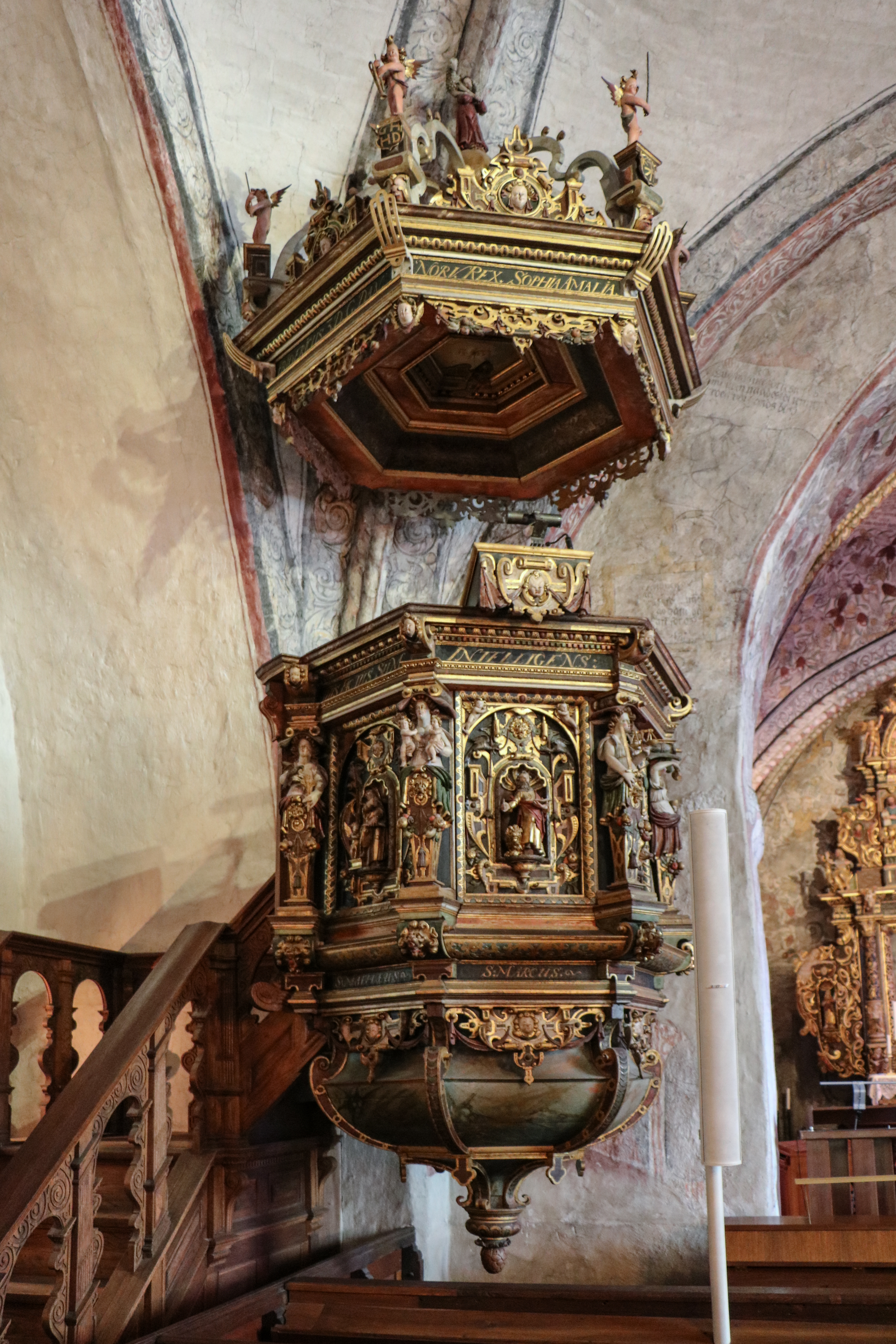
Predikstolen från 1640
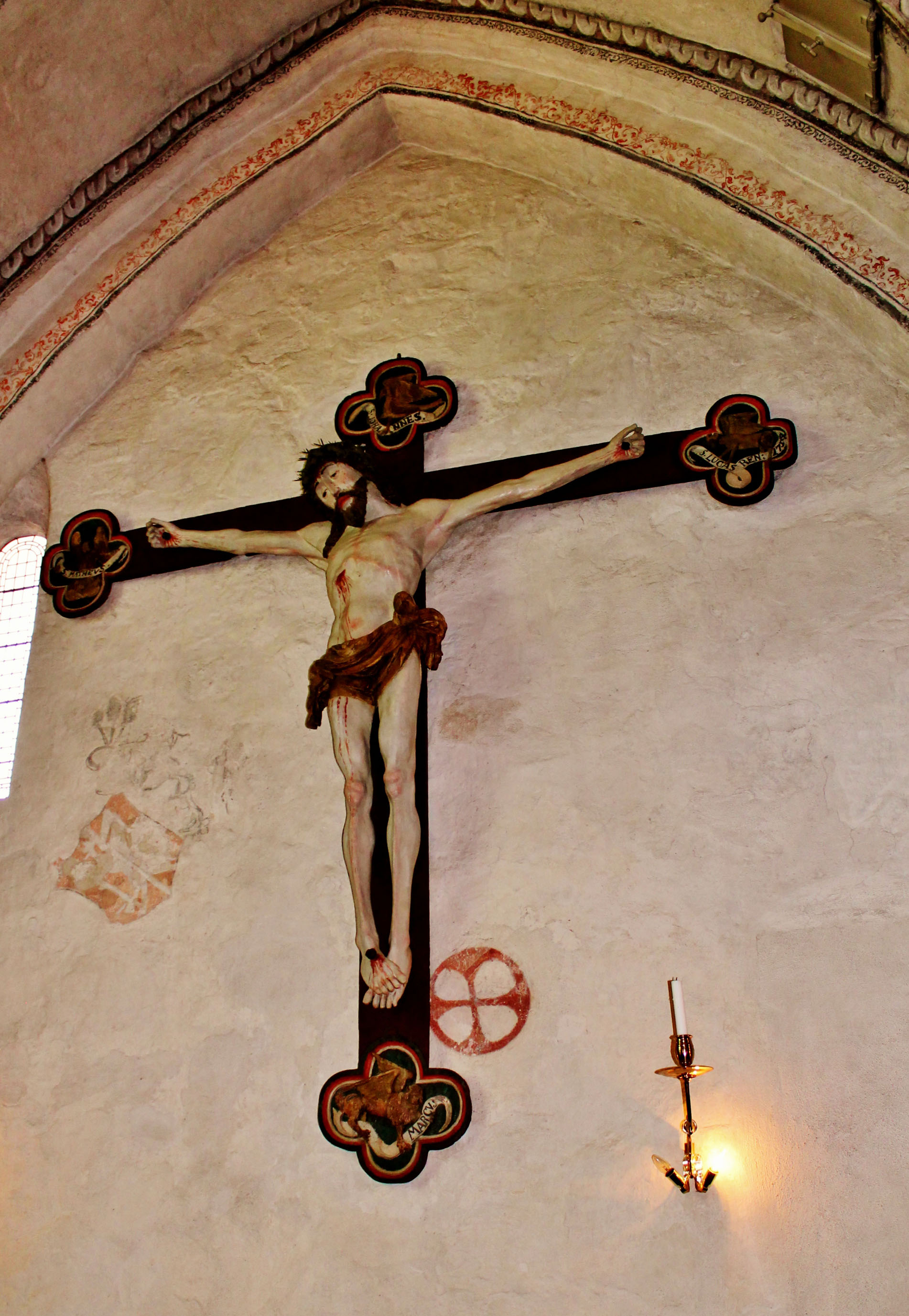
Triumfkrucifixet
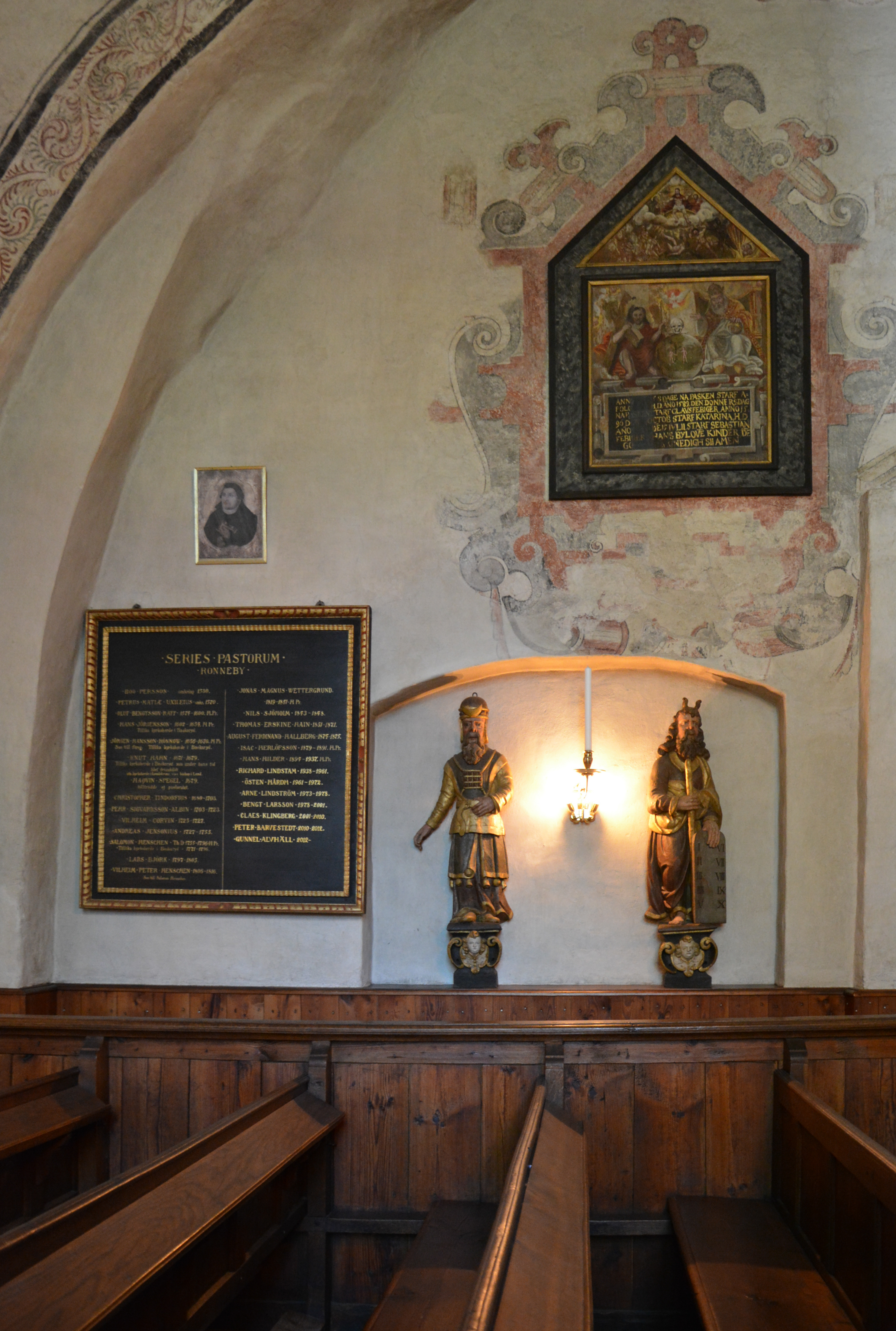
Series Pastorum
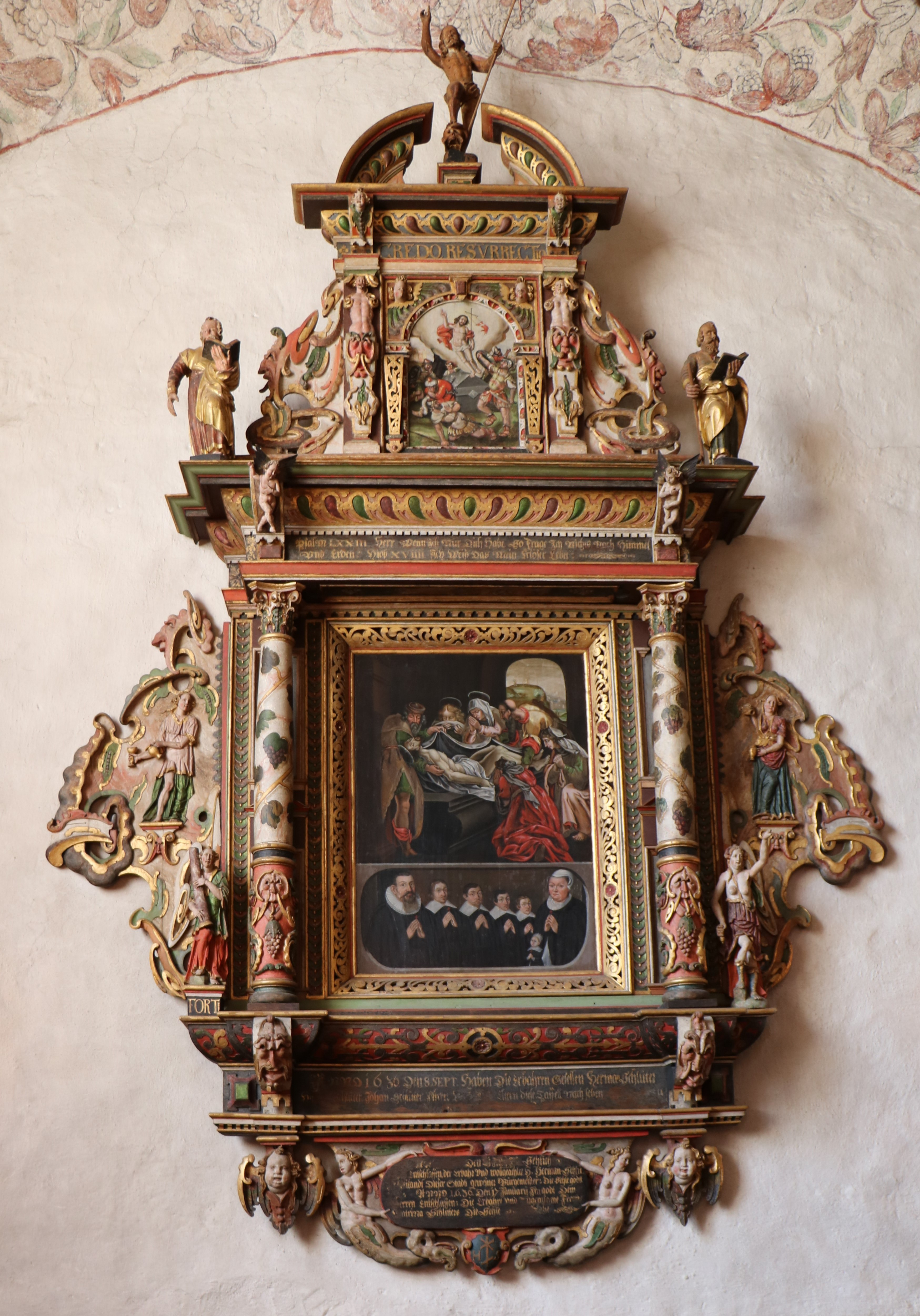
Epitafium över borgmästare Herman Slüter med familj 1636
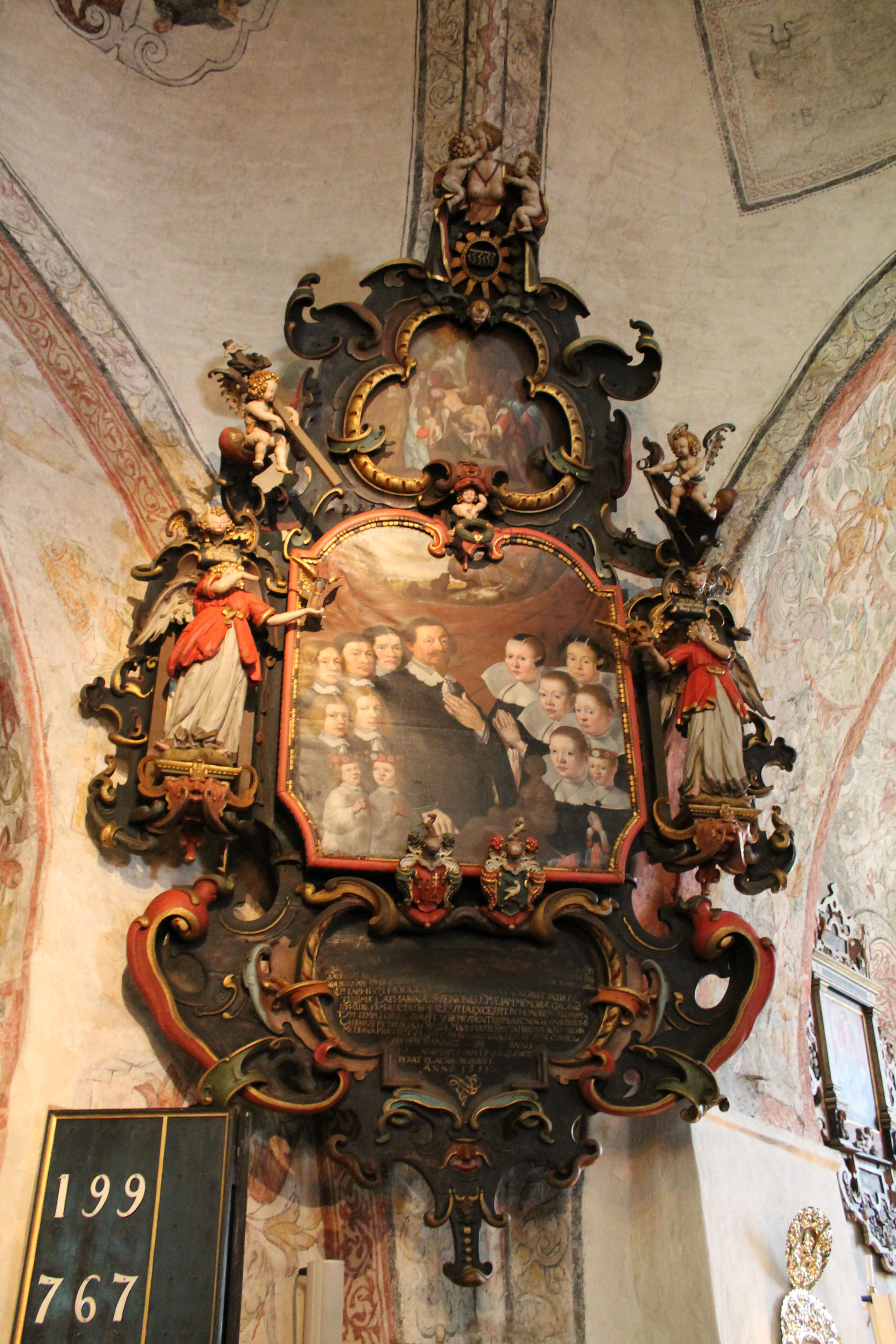
Epitafium över Kunglig Majestäts lagman Caspar Schow med familj 1651
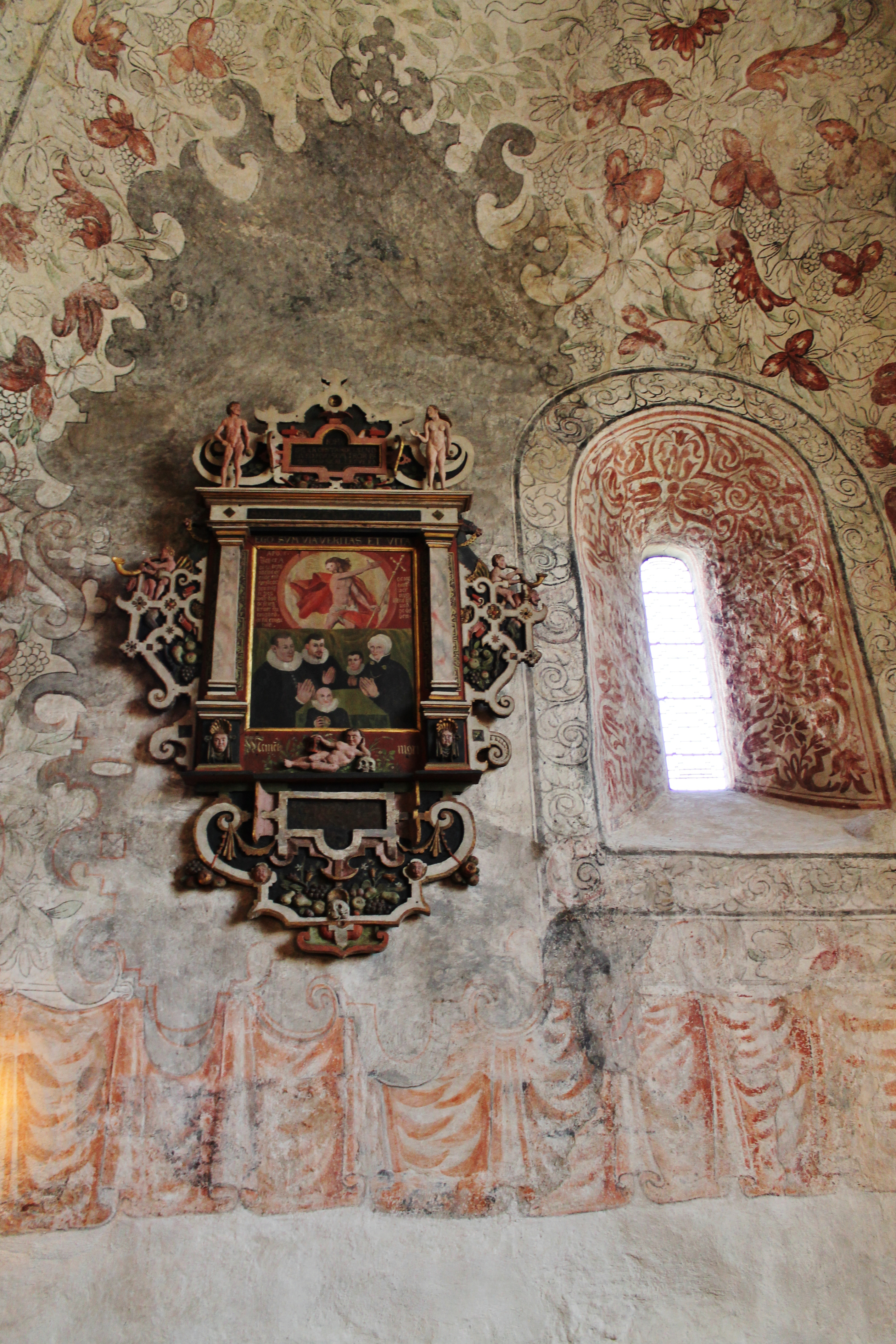
Epitafium och romanskt fönster omgivet av rik dekor